# Puente Ángel Labruna

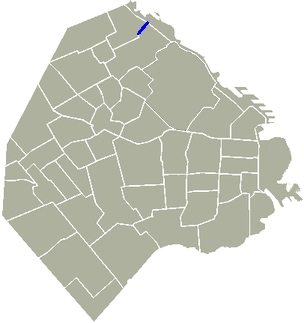
Ubicación relativa de la Av. Udaondo y el Puente Labruna, dentro de la Ciudad de Buenos Aires.

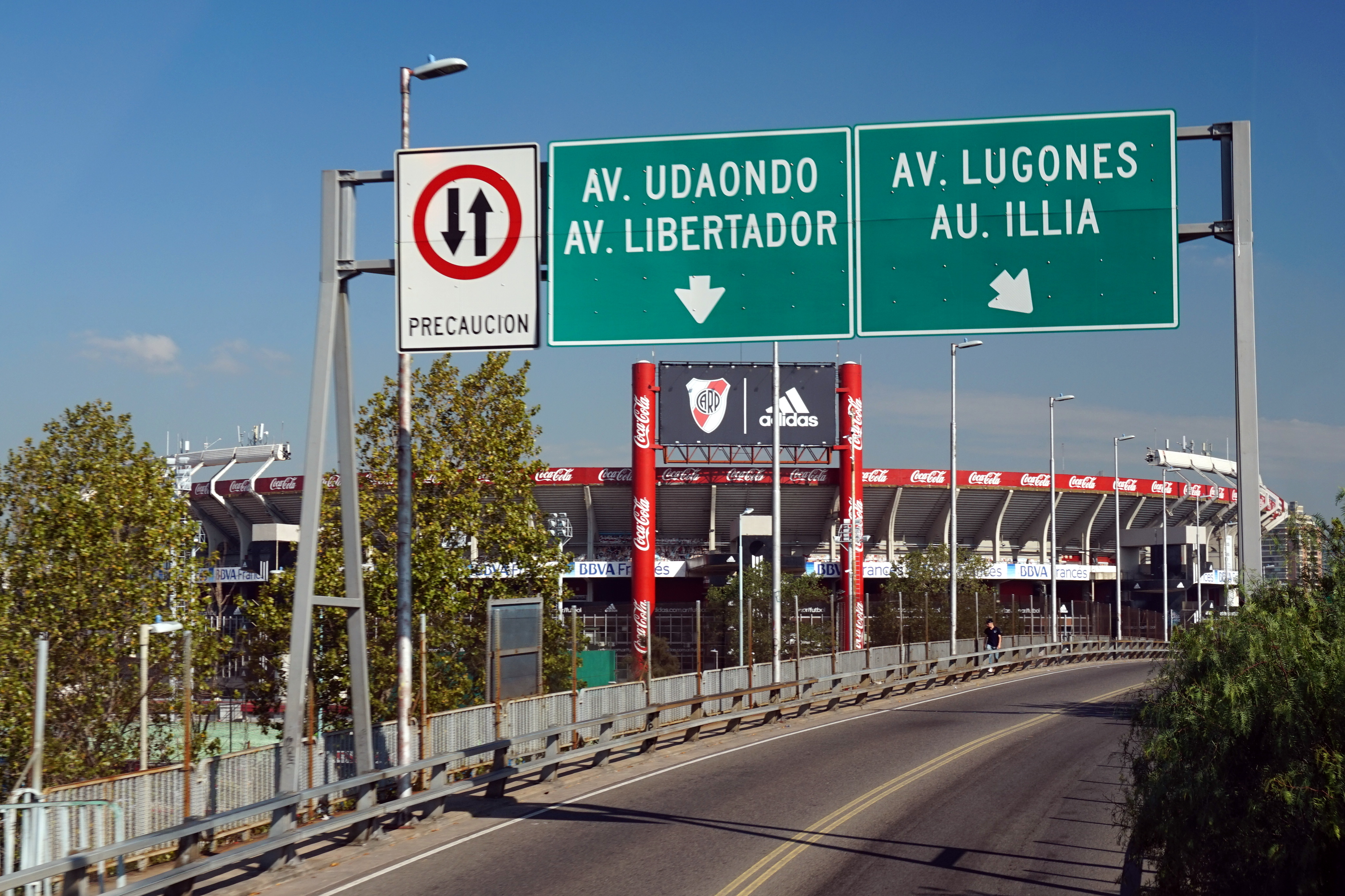
Puente Ángel Labruna.

El Puente Ángel Amadeo Labruna es un puente automotor y peatonal de la ciudad de Buenos Aires, Argentina.
Se encuentra en el límite de los barrios de Núñez y Belgrano junto al Estadio Monumental del Club Atlético River Plate, la Ciudad Universitaria de Buenos Aires y a metros del Río de la Plata.
Forma parte de la Avenida Guillermo Udaondo.
Tiene la funcionalidad de permitir el cruce por encima de las autovías Intendente Cantilo y Leopoldo Lugones, y las vías del ferrocarril Belgrano Norte.
Recibe el nombre de Ángel Labruna, quien fuera precisamente el máximo goleador histórico del Club Atlético River Plate y también el máximo goleador de la historia del fútbol argentino.
- Datos: Q6091683